# Rajd Argentyny 2013

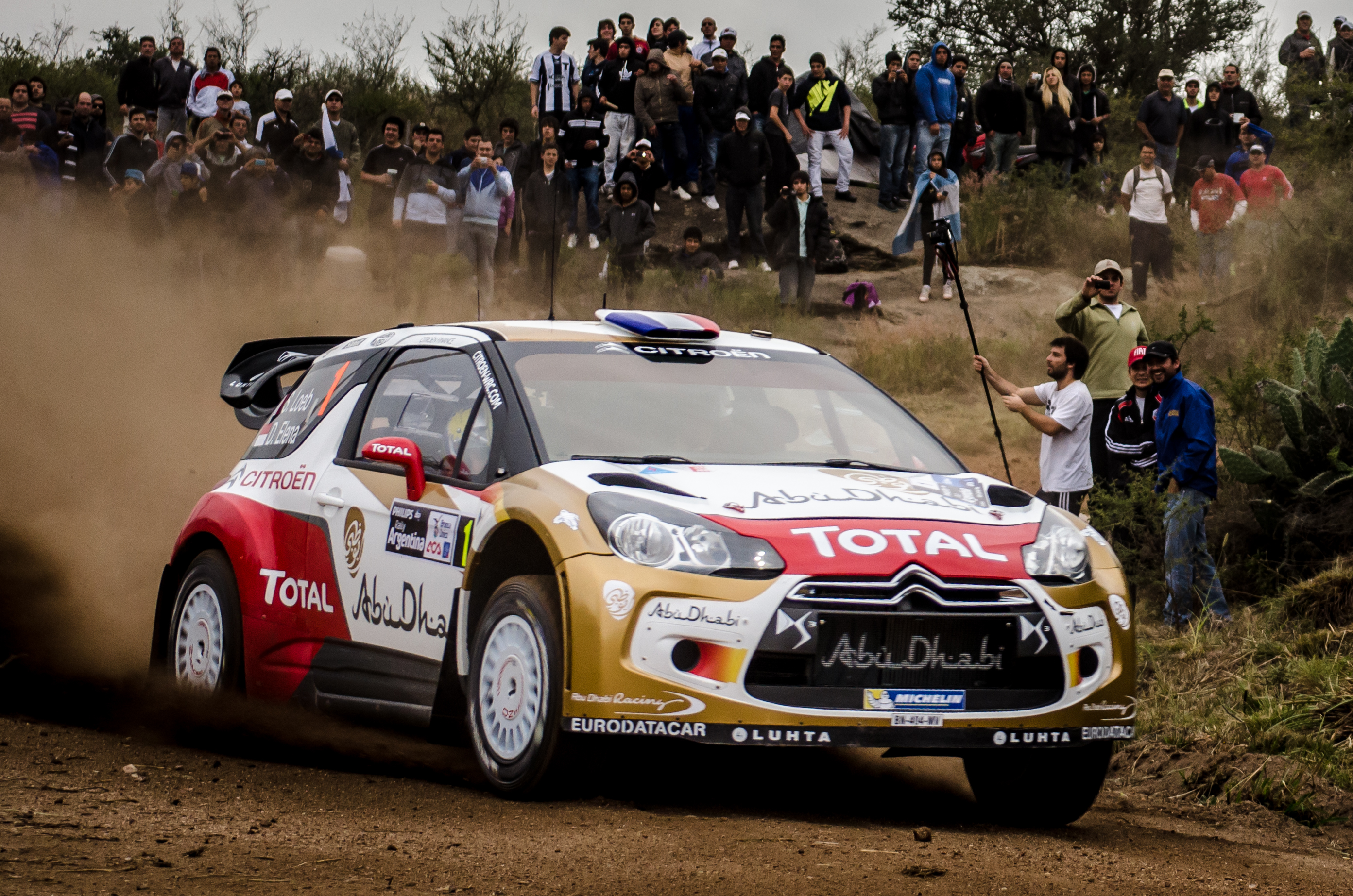
Sébastien Loeb podczas rajdu

Rajd Argentyny był 5. rundą Rajdowych Mistrzostw Świata 2013. Odbył się w dniach 1–4 maja 2013 roku, a jego bazą było argentyńskie miasto Villa Carlos Paz. Rajd był także 5. rundą Mistrzostw Świata Samochodów S2000 (SWRC).
Rajd wygrał Sébastien Loeb, dla którego była to 78. wygrana w karierze, 8. w Rajdzie Argentyny i druga w trzecim starcie w sezonie. Drugie miejsce zajął lider klasyfikacji generalnej Sébastien Ogier, a trzecie jego partner z zespołu Jari-Matti Latvala, dla którego było to drugie z rzędu podium w sezonie.
W klasyfikacji WRC-2 najszybszy okazał się Abdulaziz Al-Kuwari jeżdżący Fordem Fiestą RRC – w klasyfikacji ogólnej zajął 13. miejsce.

## Wyniki (punktujący zawodnicy)
| Poz.    | Nr | Kierowca            | Pilot                  | Zespół                      | Samochód                       | Klasa | Czas      | Strata   | Punkty |
| ------- | -- | ------------------- | ---------------------- | --------------------------- | ------------------------------ | ----- | --------- | -------- | ------ |
| 1       | 1  | Sébastien Loeb      | Daniel Elena           | Citroën Total Abu Dhabi WRT | Citroën DS3 WRC                | WRC   | 4:35:56.7 | 0.0      | 25     |
| 2       | 8  | Sébastien Ogier     | Julien Ingrassia       | Volkswagen Motorsport       | Volkswagen Polo R WRC          | WRC   | 4:36:51.7 | +55.0    | 20     |
| 3       | 7  | Jari-Matti Latvala  | Miikka Anttila         | Volkswagen Motorsport       | Volkswagen Polo R WRC          | WRC   | 4:37:57.5 | +2:00.8  | 18     |
| 4       | 5  | Jewgienij Nowikow   | Ilka Minor             | Qatar M-Sport WRT           | Ford Fiesta RS WRC             | WRC   | 4:38:33.4 | +2:36.7  | 12     |
| 5       | 11 | Thierry Neuville    | Nicolas Gilsoul        | Qatar World Rally Team      | Ford Fiesta RS WRC             | WRC   | 4:40:37.2 | +4:40.5  | 10     |
| 6       | 2  | Mikko Hirvonen      | Jarmo Lehtinen         | Citroën Total Abu Dhabi WRT | Citroën DS3 WRC                | WRC   | 4:42:20.6 | +6:23.9  | 9      |
| 7       | 4  | Mads Østberg        | Jonas Andersson        | Qatar M-Sport WRT           | Ford Fiesta RS WRC             | WRC   | 4:46:58.9 | +11:02.2 | 6      |
| 8       | 9  | Andreas Mikkelsen   | Mikko Markkula         | Volkswagen Motorsport       | Volkswagen Polo R WRC          | WRC   | 4:49:18.8 | +13:22.1 | 4      |
| 9       | 10 | Dani Sordo          | Carlos del Barrio      | Abu Dhabi Citroën Total WRT | Citroën DS3 WRC                | WRC   | 4:49:19.0 | +13:22.3 | 2      |
| 10      | 21 | Martin Prokop       | Michal Ernst           | Jipocar Czech National Team | Ford Fiesta RS WRC             | WRC   | 4:50:04.3 | +14:07.6 | 1      |
| WRC-2   |    |                     |                        |                             |                                |       |           |          |        |
| 1 (13.) | 48 | Abdulaziz Al-Kuwari | Killian Duffy          | Seashore Qatar Rally Team   | Ford Fiesta RRC                | WRC-2 | 5:08:27.1 | 0.0      | 25     |
| 2 (15.) | 41 | Nicolás Fuchs       | Fernando Mussano       | Nicolás Fuchs               | Mitsubishi Lancer Evolution IX | WRC-2 | 5:21:34.0 | +13:06.9 | 18     |
| 3 (16.) | 77 | Marcos Ligato       | Ruben Garcia           | Top Run SRL                 | Subaru Impreza WRX STi         | WRC-2 | 5:31:39.0 | +23:11.9 | 15     |
| 4 (17.) | 72 | Juan Carlos Alonso  | Juan Pablo Monasterolo | Juan Carlos Alonso          | Mitsubishi Lancer Evo X        | WRC-2 | 5:37:49.8 | +29:22.7 | 12     |
| 5 (18.) | 34 | Yuriy Protasov      | Kuldar Sikk            | Symtech Racing              | Subaru Impreza STi R4          | WRC-2 | 5:40:26.6 | +31:59.5 | 10     |
| 6 (19.) | 38 | Ricardo Triviño     | Alex Haro              | Moto Club Igualda           | Mitsubishi Lancer Evo IX       | WRC-2 | 5:40:44.7 | +32:17.6 | 8      |

1. ↑  Oznaczenie WRC w klasie informuje, iż tylko ci kierowcy zdobywali punkty dla swoich zespołów liczonych w klasyfikacji producentów na koniec sezonu.

## Odcinki specjalne
| Dzień       | Odcinek | Nazwa                          | Długość  | Zwycięzca                         | Nr. | Zespół                      | Czas    | Pr. śr.    | Lider rajdu                      |
| ----------- | ------- | ------------------------------ | -------- | --------------------------------- | --- | --------------------------- | ------- | ---------- | -------------------------------- |
| 1. (1 maja) | 1.      | Super Especial                 | 6,04 km  | Sébastien Ogier Julien Ingrassia  | 8   | Volkswagen Motorsport       | 4:42.1  | 77.1 km/h  | Sébastien Ogier Julien Ingrassia |
| 2. (2 maja) | 2.      | Sta. Catalina / La Pampa 1     | 27,09 km | Sébastien Ogier Julien Ingrassia  | 8   | Volkswagen Motorsport       | 18:20.1 | 88.7 km/h  | Sébastien Ogier Julien Ingrassia |
| 2. (2 maja) | 3.      | Ascochinga / Agua de Oro 1     | 51,88 km | Mikko Hirvonen Jarmo Lehtinen     | 2   | Citroën Total Abu Dhabi WRT | 37:55.1 | 82.1 km/h  | Sébastien Ogier Julien Ingrassia |
| 2. (2 maja) | 4.      | Sta. Catalina / La Pampa 2     | 27,09 km | Sébastien Ogier Julien Ingrassia  | 8   | Volkswagen Motorsport       | 18:01.5 | 90.2 km/h  | Sébastien Ogier Julien Ingrassia |
| 2. (2 maja) | 5.      | Ascochinga / Agua de Oro 2     | 51,88 km | Sébastien Ogier Julien Ingrassia  | 8   | Volkswagen Motorsport       | 38:08.6 | 81.6 km/h  | Sébastien Ogier Julien Ingrassia |
| 3. (3 maja) | 6.      | Santa Rosa – Villa del Dique 1 | 40,69 km | Sébastien Ogier Julien Ingrassia  | 8   | Volkswagen Motorsport       | 22:28.5 | 108.6 km/h | Sébastien Ogier Julien Ingrassia |
| 3. (3 maja) | 7.      | Amboy – Yacanto 1              | 39,16 km | Mads Østberg Jonas Andersson      | 4   | Qatar M-Sport WRT           | 22:57.3 | 102.4 km/h | Sébastien Loeb Daniel Elena      |
| 3. (3 maja) | 8.      | Santa Rosa – Villa del Dique 2 | 40,69 km | Sébastien Loeb Daniel Elena       | 1   | Citroën Total Abu Dhabi WRT | 21:58.6 | 111.1 km/h | Sébastien Loeb Daniel Elena      |
| 3. (3 maja) | 9.      | Amboy – Yacanto 2              | 39,16 km | Sébastien Loeb Daniel Elena       | 1   | Citroën Total Abu Dhabi WRT | 22:28.3 | 104.6 km/h | Sébastien Loeb Daniel Elena      |
| 3. (3 maja) | 10.     | Super Especial                 | 6,04 km  | Jari-Matti Latvala Miikka Anttila | 7   | Volkswagen Motorsport       | 4:49.4  | 75.1 km/h  | Sébastien Loeb Daniel Elena      |
| 4. (4 maja) | 11.     | Mina Clavero – Giulio Cesare 1 | 22,64 km | Jari-Matti Latvala Miikka Anttila | 7   | Volkswagen Motorsport       | 18:36.4 | 73.0 km/h  | Sébastien Loeb Daniel Elena      |
| 4. (4 maja) | 12.     | El Condor – Copina             | 16,32 km | Jari-Matti Latvala Miikka Anttila | 7   | Volkswagen Motorsport       | 13:02.2 | 75.1 km/h  | Sébastien Loeb Daniel Elena      |
| 4. (4 maja) | 13.     | Mina Clavero – Giulio Cesare 2 | 22,64 km | Jari-Matti Latvala Miikka Anttila | 7   | Volkswagen Motorsport       | 18:14.3 | 74.5 km/h  | Sébastien Loeb Daniel Elena      |
| 4. (4 maja) | 14.     | El Condor (Power Stage)        | 16,32 km | Jari-Matti Latvala Miikka Anttila | 7   | Volkswagen Motorsport       | 12:57.2 | 75.6 km/h  | Sébastien Loeb Daniel Elena      |

### Power Stage
| Pozycja | Kierowca           | Czas    | Strata | Prędkość średnia | Punkty |
| ------- | ------------------ | ------- | ------ | ---------------- | ------ |
| 1       | Jari-Matti Latvala | 12:57.2 | 0.0    | 75.6 km/h        | 3      |
| 2       | Sébastien Ogier    | 12:58.6 | +1.4   | 75.5 km/h        | 2      |
| 3       | Mikko Hirvonen     | 12:59.7 | +2.5   | 75.4 km/h        | 1      |

## Klasyfikacja po 5 rundzie

### Kierowcy
| Lp. | Kierowca           | Pkt |
| --- | ------------------ | --- |
| 1   | Sébastien Ogier    | 122 |
| 2   | Sébastien Loeb     | 68  |
| 3   | Mikko Hirvonen     | 57  |
| 4   | Jari-Matti Latvala | 49  |
| 5   | Mads Østberg       | 38  |

### Producenci
| Lp. | Producent                      | Pkt |
| --- | ------------------------------ | --- |
| 1   | Volkswagen Motorsport          | 154 |
| 2   | Citroën Total Abu Dhabi WRT    | 140 |
| 3   | Qatar M-Sport World Rally Team | 73  |
| 4   | Qatar World Rally Team         | 46  |
| 5   | Abu Dhabi Citroën Total WRT    | 29  |